# El Bellonc
el Bellonc és un mas al terme de Rupit i Pruit (Osona) inclosa a l'Inventari del Patrimoni Arquitectònic de Catalunya. Aquesta masia és un dels antics hostals que es conserven a peu de carretera, antic camí de Vic a Olot. És de pedra blavosa als escaires i groga a les obertures. Els murs són de pedra unida amb calç.
Masia de planta rectangular coberta a dues vessants i amb el carener paral·lel a la façana, situada a llevant. Consta de planta baixa, pis i golfes. La part de tramuntana no té cap obertura. A ponent hi ha finestres amb ampits. El portal de la façana és rectangular amb una llosa damunt la llinda sense cap inscripció. Les finestres de la planta baixa estan protegides per reixes de ferro i al primer pis hi ha tres finestres, les dues laterals amb espieres. A les golfes hi ha tres finestres més petites. A migdia s'hi adossa un cos d'una sola planta cobert a una vessant.